# Tomás Agni
Tomás Agni, conocido como Tomás de Lentini (fallecido el 22 de septiembre de 1277), fue un patriarca italiano, dominico y católico, primer obispo de Belén, luego arzobispo de Cosenza y finalmente patriarca latino de Jerusalén.
Tomás fundó en Nápoles en 1231 el convento de Santo Domingo Mayor, donde recibió a un miembro de la orden, en 1243, Tomás de Aquino. Posteriormente fue obispo de Belén desde 1255, arzobispo de Cosenza desde 1267, patriarca latino de Jerusalén desde 1272 y legado apostólico en Tierra Santa, donde trabajó para suavizar las desavenencias entre los príncipes cristianos de Siria, las órdenes de caballería de los templarios y los hospitalarios, las repúblicas marítimas, y para restablecer la unión entre los cruzados.